# Malmö
Malmö (švedsko Malmö [ˈmâlːmøː] ) je tretje največje mesto na Švedskem za Stockholmom in Göteborgom ter šesto največje mesto v nordijski regiji. Leži na skrajnem jugu Švedske ob Øresundskem prelivu. Skupaj z danskim Københavnom na drugi strani preliva, s katerim ga povezuje Øresundski most in nekaterimi manjšimi mesti tvori širšo mestno regijo, ki šteje 3,7 milijona prebivalcev. Ta regija zajema tudi Lund, ki je z eno največjih skandinavskih univerz pomembno izobraževalno središče. Je največje mesto v Skaniji, z občinskim prebivalstvom v letu 2024, ki je štelo 365.644 prebivalcev, in je guvernerski sedež grofije Skåne. Malmö je mestne privilegije dobil leta 1353, danes pa v metropolitanski regiji Malmö živi več kot 700.000 ljudi.
Mesto je bilo eno najzgodnejših in najbolj industrializiranih v Skandinaviji in je bilo rojstni kraj več največjih skandinavskih industrijskih skupin, kot so Kockums, Skanska in Scania AB. Mesto je v 21. stoletju doživelo veliko preobrazbo in danes za Malmö značilno veliko malih in srednje velikih podjetij na področju biotehnologije, logistike, IT, gradbeništva in nepremičnin. V njem je tudi Univerza v Malmöju in druge visokošolske ustanove.
Malmö ima številne zgodovinske stavbe in parke ter je tudi trgovsko središče zahodnega dela Skanije. V njem domuje tudi Malmö FF, švedski nogometni klub z največ zmagami v državnem prvenstvu in edini nordijski klub, ki se je uvrstil v finale evropskega pokala.
Mesto je bilo leta 2020 najhitreje rastoče na Švedskem, prebivalstvo pa se je v letu 2021 povečalo za 3800 prebivalcev. Leta 2024 je imelo skoraj polovica občinskega prebivalstva Malmöja tuje poreklo. Pričakuje se, da bo Malmö do leta 2050 imel 500.000 prebivalcev.
Mesto je gostilo tudi tekmovanje za Pesem Evrovizije 2000, 2013 in 2024.

## Zgodovina

### 13. stoletje – 1658 (Danska)
Najstarejša pisna omemba Malmöja kot mesta sega v leto 1275. Domneva se, da je bilo ustanovljeno malo pred tem datumom, kot utrjen pomol ali privez za trajekte danskega nadškofa iz Lunda, 20 kilometrov severovzhodno. Njegovo prvotno ime je bilo Malmhaug (z alternativnimi črkovanji), kar pomeni 'kup gramoza' ali 'rudni hrib'.
V 15. stoletju je Malmö postal eno največjih in najbolj obiskanih mest na Danskem, saj je imel približno 5000 prebivalcev. Postalo je najpomembnejše mesto okoli Øresunda, nemška hanzeatska liga ga je pogosto obiskovala kot tržnico, in je bilo znano po cvetočem ribolovu sleda. Leta 1437 je kralj Erik Pomeranski (kralj Danske od 1396 do 1439) podelil mestu grb: srebrni z rdečim grifonom, ki temelji na Erikovem grbu iz Pomeranije. Grifonova glava kot simbol Malmöja se je od leta 1660 razširila na celotno regijo Skanijo.
Leta 1434 je bila na plaži južno od mesta zgrajena nova citadela. Ta trdnjava, danes znana kot Malmöhus, je svojo sedanjo obliko dobila šele sredi 16. stoletja. Zgrajenih je bilo še več drugih utrdb, zaradi česar je Malmö postal najbolj utrjeno mesto na Švedskem, vendar je ostal le Malmöhus.
Luteranski nauki so se razširili med protestantsko reformacijo v 16. stoletju in Malmö je postal eno prvih mest v Skandinaviji, ki se je (1527–1529) popolnoma spreobrnilo v to protestantsko denominacijo.

### Od 1658 naprej (Švedska)
V 17. stoletju sta Malmö in regija Skåneland po Roskildejski pogodbi z Dansko, podpisani leta 1658, prišla pod nadzor Švedske. Boji so se nadaljevali; junija 1677 je 14.000 danskih vojakov en mesec oblegalo Malmö, vendar niso mogli premagati švedskih čet, ki so ga držale.
Do zore 18. stoletja je imel Malmö približno 3.000 prebivalcev. Zaradi vojn Karla XII. Švedskega (vladal 1697–1718) in epidemij bubonske kuge se je število prebivalcev do leta 1727 zmanjšalo na 1800. Prebivalstvo se ni bistveno povečalo, dokler ni bilo leta 1775 zgrajeno moderno pristanišče. Mesto se je začelo širiti in leta 1800 je imelo 4000 prebivalcev. 15 let pozneje se je povečalo na 6000.
Leta 1840 je Frans Henrik Kockum ustanovil delavnico, iz katere se je ladjedelnica Kockums sčasoma razvila v eno največjih ladjedelnic na svetu. Južna glavna linija je bila zgrajena med letoma 1856 in 1864; to je Malmöju omogočilo, da je postal središče proizvodnje z veliko tekstilno in strojno industrijo. Leta 1870 je Malmö prehitel Norrköping in postal tretje najbolj naseljeno mesto na Švedskem, do leta 1900 pa je Malmö ta položaj utrdil s 60.000 prebivalci. Malmö je še naprej rasel v prvi polovici 20. stoletja. Prebivalstvo se je do leta 1915 hitro povečalo na 100.000, do leta 1952 pa na 200.000.

### 1900–1969
Leta 1914 (od 15. maja do 4. oktobra) je Malmö gostil Baltsko razstavo. Za ta veliki dogodek je bil urejen in zasajen velik park Pildammsparken. Ruski del razstave ni bil nikoli odstranjen zaradi izbruha prve svetovne vojne.
18. in 19. decembra 1914 je v Malmöju potekalo srečanje treh kraljev. Po nekoliko nemirnem obdobju (1905–1914), ki je vključevalo razpad švedsko-norveške zveze, je kralja Oskarja II. na Norveškem zamenjal kralj Haakon VII. Norveški, ki je bil mlajši brat danskega kralja Kristjana X. Ko je Oskar leta 1907 umrl in je njegov sin Gustav V. Švedski postal novi švedski kralj, napetosti v Skandinaviji še vedno niso bile razrešene, vendar so skandinavski kralji na tem zgodovinskem srečanju našli notranje razumevanje in skupno stališče o nevtralnosti v tekoči vojni.
V športu je bil Malmö večinoma povezan z nogometom. IFK Malmö je sodeloval v prvem Allsvenskanu v sezoni 1924/25, toda od sredine 1940-ih je Malmö FF začel vzpon in od takrat je eden najvidnejših klubov v švedskem nogometu. Med letoma 1943/44 in 2017 so Allsvenskan osvojili skupno 23-krat (od februarja 2018).

### 1970–1999
Do leta 1971 je prebivalstvo Malmöja doseglo 265.000 prebivalcev, kar je bil vrhunec, ki je trajal več kot 30 let. (Svedala je bila nekaj let v zgodnjih 1970-ih del občine Malmö.)
Do sredine 1970-ih je Švedska doživela recesijo, ki je še posebej močno prizadela industrijski sektor; ladjedelnice in predelovalna industrija so trpele, kar je povzročilo visoko brezposelnost v mnogih mestih Skanije. Ladjedelnica Kockums je postala simbol Malmöja kot njegov največji delodajalec in ko je ladjedelništvo leta 1986 prenehalo, je zaupanje v prihodnost Malmöja med politiki in javnostjo močno upadlo. Poleg tega se je veliko družin srednjega razreda preselilo v enodružinske hiše v okoliških občinah, kot so občine Vellinge, Lomma in Staffanstorp, ki so se profilirale kot predmestja višjega srednjega razreda. Do leta 1985 je Malmö izgubil 37.000 prebivalcev, število prebivalcev pa se je zmanjšalo na 225.500.
Švedska finančna kriza v zgodnjih 1990-ih je še poslabšala upad Malmöja kot industrijskega mesta; med letoma 1990 in 1995 je Malmö izgubil približno 27.000 delovnih mest, njegovo gospodarstvo pa je bilo resno obremenjeno. Vendar pa je mesto Malmö od leta 1994 pod vodstvom takratnega župana Ilmarja Reepaluja začelo ustvarjati novo gospodarstvo kot središče kulture in znanja. Malmö je leta 1995 dosegel dno, a istega leta se je začel obsežen projekt cestnega, železniškega in predornega mostu Øresund, ki ga je povezal s Københavnom in z evropskimi železniškimi progami. Nova univerza v Malmöju se je odprla leta 1998 na nekdanjem pristanišču Kockumsa.

### 2000-ta leta in kasneje
Sledila je nadaljnja prenova zdaj opuščenega jugozahodnega pristanišča; leta 2001 je bila na tem območju organizirana razstava mestne arhitekture (Bo01), stavbe in vile pa tvorijo jedro novega mestnega okrožja. Zasnovan z privlačnimi razgledi na obalo je bil namenjen privabljanju mestnega srednjega razreda in je pri tem uspešno privabljal.
Žerjav Kockums je bil od leta 1974 znamenitost Malmöja in simbol mestne predelovalne industrije, leta 2002 pa so ga razstavili in preselili v Južno Korejo. Leta 2005 je Malmö dobil novo znamenitost z dokončanjem Turning Torso, takrat najvišjega nebotičnika v Skandinaviji. Čeprav je preobrazba iz mesta z gospodarsko osnovo v proizvodnji v Malmö vrnila rast, so nove vrste delovnih mest v veliki meri koristile srednjemu in višjemu razredu.
V svojih poročilih za leti 2015 in 2017 je švedska policija uvrstila okrožje Rosengård in okrožje Södra Sofielund/Seved v najhujšo kategorijo urbanih območij z visoko stopnjo kriminala. Leta 2023 pa je bilo stanje v Södra Sofielund/Seved ocenjeno kot izboljšano in je bilo prerazvrščeno v območje tveganja, v manj hudo kategorijo.
Malmö trenutno hitro raste in v bližini glavne postaje Malmö, v okrožju Nyhamnen, se načrtujejo podrobna dela. Nyhamnen bo zagotovil 9000 novih stanovanj, dve večji stavbi za pisarne in sodišča. Predvidoma bo končan okoli leta 2040–2050.
Bližnjevzhodna kriza (2023–danes) je vplivala na Malmö, ki ima veliko prebivalstvo s koreninami v regiji. Po napadu Hamasa na Izrael leta 2023 so v Malmöju poročali o javnih praznovanjih, kar je privedlo do prekinitve sodelovanja med judovsko skupnostjo in Islamsko akademijo. Med Evrovizijo 2024, ki je potekala v Malmöju, so v mestu potekale demonstracije proti udeležbi Izraela. SVT je leta 2024 poročal, da so palestinske zastave postale bolj vidne v mestni krajini, krožišče v Möllevångenu, ki so ga prej poimenovali "krožišče drog", pa so nekateri domačini preimenovali v krožišče Gaza. Antisemitizem v Malmöju ostaja zaskrbljujoč, saj se je število prijavljenih incidentov od začetka konflikta povečalo.

## Geografija
Malmö leži na 13°00' vzhodno in 55°35' severno, blizu jugozahodne konice Švedske, v okrožju Skåne.
Mesto je del transnacionalne regije Öresund in je od leta 2000 povezano z Øresundskim mostom čez preliv Øresund s Københavnom na Danskem. Most je bil odprt 1. julija 2000 in meri 8 kilometrov (celotna povezava je dolga 16 km), stebri pa segajo 204,5 metra (670,9 čevljev) v višino. Razen trajektnih povezav Helsingborg-Helsingør dlje proti severu je bila večina trajektnih povezav ukinjena.

### Podnebje
Malmö ima, tako kot preostala južna Švedska, oceansko podnebje (Cfb). Kljub severni legi je podnebje v primerjavi z drugimi lokacijami na podobnih zemljepisnih širinah milo, predvsem zaradi vpliva Zalivskega toka in tudi zahodne lege na evrazijskem kopnem. Zaradi severne zemljepisne širine traja dnevna svetloba sredi poletja 17 ur in 31 minut, sredi zime pa le približno sedem ur. Po podatkih iz leta 2002 do 2014 je Falsterbo, južno od mesta, imel letno povprečno 1895 sončnih ur, Lund na severu pa 1803 ure. Podatki o sončnem obsevanju v vremenskem okvirčku temeljijo na podatkih za Falsterbo.
Poletja so mila s povprečnimi najvišjimi temperaturami od 20 do 23 °C in najnižjimi temperaturami od 11 do 13 °C. Poleti se občasno pojavijo vročinski valovi. Zime so precej hladne in vetrovne, temperature se gibljejo med -3 in 4 °C, vendar le redko padejo pod -10 °C.
Padavine so lahke do zmerne skozi vse leto s 169 mokrimi dnevi. Sneženje se pojavlja predvsem od decembra do marca, vendar snežna odeja ne ostane dolgo, nekatere zime pa so brez snega.

## Arhitektura
Najstarejša stavba v Malmöju je cerkev sv. Petra (švedsko Sankt Petri). Zgrajena je bila v začetku 14. stoletja v baltski opečnati gotiki, verjetno po vzoru Marijine cerkve v Lübecku. Cerkev ima glavni in dve stranski ladji, transept in stolp. Njeno zunanjost zaznamujejo predvsem oporniki, ki se raztezajo čez zračne loke nad ladjami in ambulatorijem. Stolp, ki se je v 15. stoletju dvakrat podrl, je sedanjo podobo dobil leta 1890. Druga pomembna cerkev je cerkev Odrešenika v Malmöju, ki je bila ustanovljena leta 1870.
Druga stara stavba je Tunneln, 300 metrov zahodno od cerkve Sankt Petri, ki prav tako datira iz okoli leta 1300.
Najstarejši deli Malmöja so bili zgrajeni med letoma 1300 in 1600, v času njegovega prvega večjega obdobja širitve. Osrednja mestna zasnova, pa tudi nekatere najstarejše stavbe, so iz tega časa. Številne manjše stavbe iz tega časa so tipične za Scandiane: dvonadstropne mestne hiše, ki kažejo močan danski vpliv.
V naslednjih stoletjih je sledila recesija. Naslednje obdobje širitve je bilo sredi 19. stoletja in je privedlo do sodobnega mesta iz kamna in opeke. Ta širitev je trajala v 20. stoletje in jo je mogoče videti v številnih secesijskih stavbah, med drugim v sinagogi v Malmöju. Malmö je bil relativno pozno pod vplivom sodobnih idej funkcionalistične stanovanjske arhitekture v 1930-ih.
Okoli leta 1965 je vlada začela tako imenovani Milijonski program, s katerim je nameravala ponuditi cenovno dostopna stanovanja na obrobju večjih švedskih mest. V tem obdobju pa je bil tudi velik del zgodovinskega mestnega središča rekonstruiran (in porušen).
Od konca 1990-ih je Malmö doživel bolj kozmopolitsko arhitekturo. Västra hamnen (Zahodno pristanišče) je bilo, tako kot večina pristanišč severno od mestnega središča, industrijsko. Leta 2001 se je začela njegova rekonstrukcija v mestno stanovanjsko sosesko s 500 stanovanjskimi enotami, večina jih je bila del razstave Bo01. Razstava je imela dva glavna cilja: razviti energetsko samozadostne stanovanjske enote in močno zmanjšati emisije fosforja. Med stolpi nove stavbe je bil Turning Torso, nebotičnik z zasukano zasnovo, visok 190 metrov, od katerega je večina stanovanjskih. Postal je nova znamenitost Malmöja. Najnovejši dodatek (2015) je novogradnja Malmö Live. Ta nova stavba ima hotel, koncertno dvorano, kongresno dvorano in sky bar v središču Malmöja. Point Hyllie je nov 110 m visok poslovni stolp, katerega gradnja se je začela leta 2018.
- Cerkev sv. Petra v Malmöju
- Art Nouveau sinagoga
- Mošeja v Malmöju
- Pogled na Västra hamnen, Malmö

### Druge znamenitosti
Plaža Ribersborg, ki jo domačini običajno imenujejo Ribban, jugozahodno od pristanišča, je umetna plitva plaža, ki se razteza vzdolž obale Malmöja. Kljub hladnemu podnebju v Malmöju jo včasih imenujejo »Copacabana v Malmöju«. Tukaj stoji kopališče Ribersborgs na prostem, odprto v 1890-ih.
Dolga promenada v zahodnem pristanišču, Scaniaparken in Daniaparken, je postala priljubljeno poletno zbirališče prebivalcev Malmöja in priljubljen kraj za kopanje. Pristanišče je še posebej priljubljeno med živahno študentsko skupnostjo Malmöja in je bilo prizorišče več improviziranih zabav in srečanj na prostem.